# Entreprise (navire)
Pour les articles homonymes, voir Entreprise (homonymie) et L'Entreprise.
L’Entreprise est un navire de guerre français, du tout début du XVIIIe siècle. C'est une frégate armée de 24 canons.
Elle est le premier navire français à avoir été baptisée du nom d'Entreprise, une longue lignée de 23 unités suivra sous des noms proches (tels que L'Entreprenant).

## Historique
L'historique de son service dans la marine française est inconnu avant la date de sa capture. On pense qu'elle servait probablement en mer Méditerranée. L’Entreprise est capturée en mai 1705 par le navire britannique HMS Tryton.
Elle est rebaptisée HMS Enterprise (ou Enterprize) et sert dans la marine royale britannique comme unité de sixième rang (Sixth-rate), ou comme « frégate-mulet » (en anglais : jackass frigate) jusqu'à ce qu'elle soit détruite le 12 octobre 1707 en Méditerranée.

## Caractéristiques
- Tonnage : 320 tonnes
- Longueur : 30 mètres
- Équipage : 115 hommes